# Ecbas
Ecbas (en grec antic: Έκβασος) va ser, segons la mitologia grega, un fill d'Argos, el fill de Zeus i Níobe.
Segons el mitògraf Apol·lodor, la seva mare era Evadne, la filla del déu-riu Estrímon, i germà de Crias, Epidaure i Piras. També en parla Gai Juli Higí. Un escoli a Eurípides diu que la seva mare era l'oceànide Pito.
Ecbas va ser pare d'Agènor, el pare d'Argos Panopta, un gegant que custodiava la nimfa Io. Segons l'historiador Càrax, Ecbas era pare d'Arèstor, que va tenir un fill, Pelasg, establert a la regió d'Arcàdia, país que originàriament s'anomenava 'Pelasgia'.